# Мері-Кейт та Ешлі Олсен
Мері-Кейт Олсен та Ешлі Фуллер Олсен (англ. Mary-Kate Olsen / Ashley Fuller Olsen; народ. 13 червня 1986 року, Лос-Анджелес, Каліфорнія, США) — американські акторки, продюсери, дизайнери одягу. Найбільш відомі своїми дитячими ролями в таких стрічках як «Паспорт до Парижа», «Двоє: я і моя тінь», «Миттєвості Нью-Йорка» та їх найпершою спільною роллю Мішель Таннер в телесеріалі «Full House». Зараз займаються дизайном власних ліній одягу The Row, Elizabeth & James, Olsenboye.

## Дитинство
Народилися 13 червня 1986 року в Шерман-Оукс, передмісті Лос-Анджелесу, Каліфорнія. Хоча вони на вигляд майже ідентичні, але насправді вони генетично різні близнюки. Доньки Дейва Олсена, іпотечного банкіра, та Джарнет Фуллер, менеджера. Крім сестер в сім'ї є старший син Джеймс «Трент» Олсен (народ. 1984) та молодша донька Елізабет Олсен (народ. 1989), яка зараз починає робити перші успішні кроки в акторстві. Також від другого шлюбу батька з Мартою Маккензі-Олсен в Мері-Кейт та Ешлі є єдинокровні сестра Тейлор (народ. 1996) та брат Джейк (народ. 1997). Мають данські та норвезькі коріння.
У 1987 році сестри почали зніматися в серіалі «Full House». Їх вибрали на цю роль, коли їм було по шість місяців, а зніматися вони почали в дев'ятимісячному віці. Цей серіал був дуже популярним наприкінці 80-х на початку 90-х років. Обидві сестри грають одного персонажа — Мішель Таннер, для виконання суворого закону про дитячу працю дітей-акторів. Також в титрах вони значились, як одна особа — «Мері Кейт Ешлі Олсен», але наприкінці серіалу вже були написані обидві сестри.
Знімаючись у серіалі впродовж восьми років (1987—1995) Олсен паралельно знялись в декількох телефільмах, серед яких в 1992 році в «To Grandmother's House We Go».

## Кар'єра
Після закінчення серіалу «Full House» сестри почали розкручувати свій образ. В 1993 році вони стали власницями компанії Dualstar та наймолодшими продюсерами Голівуду, їх бренд продавався в більш ніж 3000 магазинах в США та більш ніж 5000 по всьому світу. Через це сестри в 2002 році потрапили до списку «100 знаменитостей» Форбс, а в 2007 році вони опинилися на 11-му місці в Списку найбагатших жінок в сфері розваг цього журналу з їх загальним прибутком приблизно $100 мільйонів.
Мері-Кейт та Ешлі були дуже популярними фігурами на ринку серед підлітків наприкінці 90-х на початку 2000-х. Їх імена стали брендом цілої індустрії, їх образи були в одязі, книгах, парфумах, журналах, фільмах, плакатах. А з 2000 по 2005 фірма Mattel випускала ляльки у вигляді сестер.

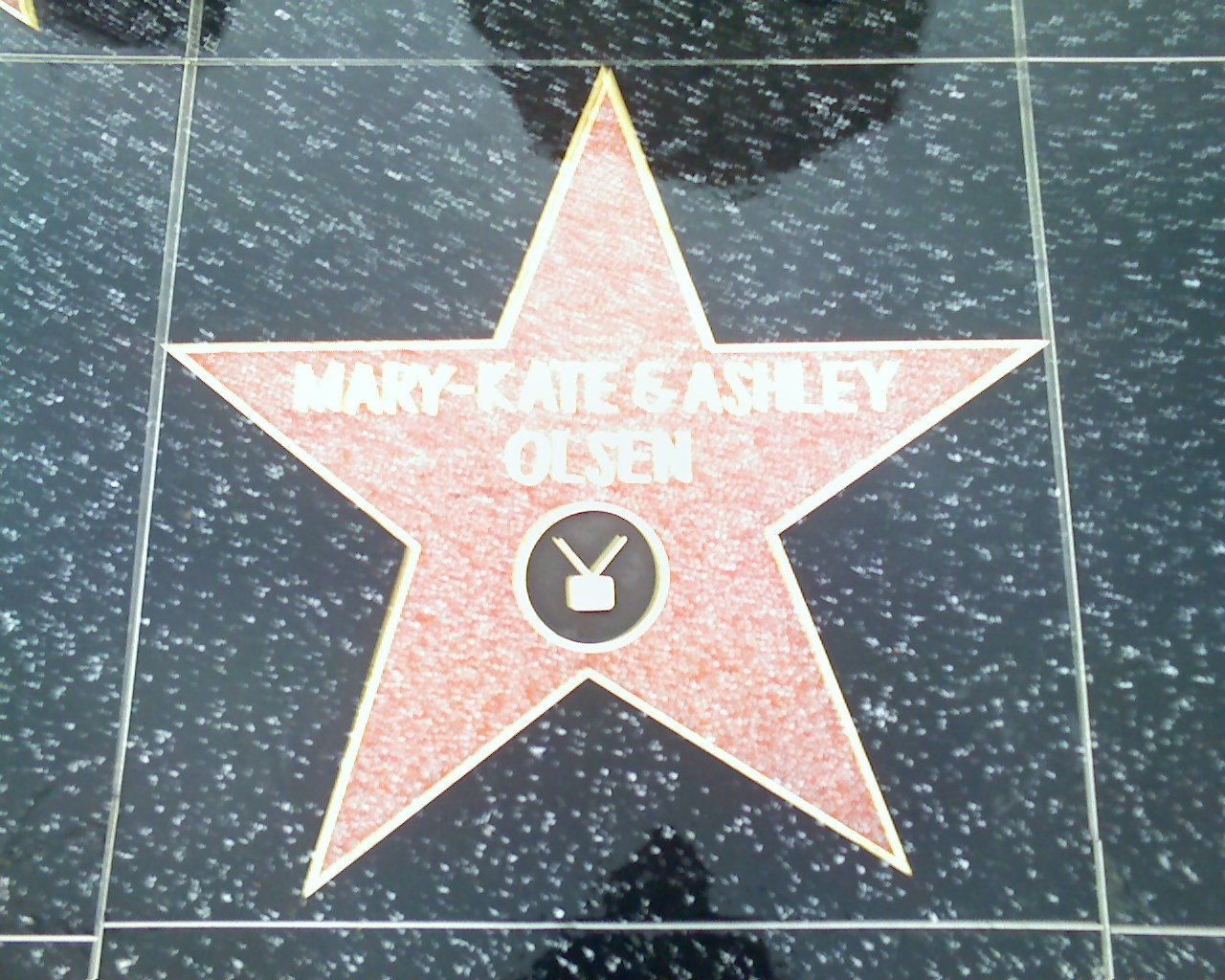
Зірка Олсен на Алеї слави

Сестри знімались у відео-серіалах про самих себе «The Adventures of Mary-Kate & Ashley» та «You're Invited to Mary-Kate & Ashley's…», серіалах на ABC «Two of a Kind» та «So Little Time». Попри те, що серіал «So Little Time» був погано сприйнято критиками, близнючки були названі третіми в програмі «100 Greatest Child Stars» на VH1. Також вони з'явилися у кількох відео-фільмах, що розповідали про відвідини сестрами різних міст Європи: «Паспорт до Парижа», «Перемагаючи Лондон», «Одного разу в Римі».
Їх останньою спільною появою в одному фільмі стала романтична комедія «Миттєвості Нью-Йорка» в 2004 році. Очікувалось, що цей фільм стане першим дорослим фільмом сестер, але він провалився в прокаті. Наприкінці квітня 2004 року Олсен отримали Зірку на Голлівудській Алеї Слави, що має місцерозташування за адресою MP 6801 Hollywood Blvd. В середині травня 2004 року близнючки були ведучими на Saturday Night Live, через що пропустили свій випускний бал.

## Фільмографія
Фільми за участю обох сестер. Див. Також Фільмографія Мері-Кейт Олсен.
| Рік       |    | Українська назва                          | Оригінальна назва                        | Роль                                                                     |
| --------- | -- | ----------------------------------------- | ---------------------------------------- | ------------------------------------------------------------------------ |
| 1987—1995 | с  | Повний будинок                            | Full House                               | Мішель Таннер                                                            |
| 1992      | тф | Ховайся, бабуся! Ми їдемо                 | To Grandmother's House We Go             | Сара Томпсон/Джулі Томпсон                                               |
| 1993      | тф | Страсті-мордасті в другому ступені        | Double, Double, Toil and Trouble         | Келлі Фармер/тітка Софія в дитинстві/Лінн Фармер/тітка Агата в дитинстві |
| 1994      | ф  | Маленькі негідники                        | The Little Rascals                       | близнюк #2/близнюк #1                                                    |
| 1994      | тф | Веселі деньки на Дикому Заході            | How the West Was Fun                     | Сьюзі Мартін/Джессіка Мартін                                             |
| 1995      | ф  | Двоє: я і моя тінь                        | It Takes Two                             | Аманда Леммон/Алісса Каллауей                                            |
| 1994—1997 | с  | The Adventures of Mary-Kate & Ashley      | The Adventures of Mary-Kate & Ashley     | Мері-Кейт/Ешлі                                                           |
| 1998      | ф  | Татусь з афіші                            | Billboard Dad                            | Тесс Тайлер/Емілі Тайлер                                                 |
| 1998—1999 | с  | Двоє в своєму роді                        | Two of a Kind                            | Мері-Кейт Берк/Ешлі Берк                                                 |
| 1999      | ф  | Паспорт в Париж                           | Passport to Paris                        | Мелані Портер/Еллісон Портер                                             |
| 1999      | тф | Міняємось воротами                        | Switching Goals                          | Сем Стентон/Емма Стентон                                                 |
| 1995—2000 | с  | You're Invited to Mary-Kate & Ashley's... | You're Invited to Mary-Kate & Ashley' s… | Мері-Кейт/Ешлі                                                           |
| 2000      | тф | Рот на замку                              | Our Lips Are Sealed                      | Медді Паркер/Еббі Паркер                                                 |
| 2000      | с  | Сьоме небо                                | 7th Heaven                               | Керол Мерфі/Сью Мерфі                                                    |
| 2001      | ф  | Перемагаючи Лондон                        | Winning London                           | Хлої Лоуренс/Райлі Лоуренс                                               |
| 2001      | ф  | Сонячні канікули                          | Holiday in the Sun                       | Медісон Стюарт/Алекс Стюарт                                              |
| 2001—2002 | с  | Замало часу                               | So Little Time                           | Райлі Карлсон/Хлої Карлсон                                               |
| 2002      | ф  | Веселенька поїздка                        | Getting There                            | Кайлі Гантер/Тейлор Гантер                                               |
| 2001—2002 | мс | Mary-Kate and Ashley in Action!           | Mary-Kate and Ashley in Action!          | Мері-Кейт/спецагент Місті/Ешлі/спецагент Ембер                           |
| 2002      | ф  | Одного разу в Римі                        | When in Rome                             | Чарлі Гантер/Лейла Гантер                                                |
| 2003      | тф | Мексиканські пригоди                      | The Challenge                            | Шейн Далтон/Елізабет Далтон                                              |
| 2004      | ф  | Миттєвості Нью-Йорка                      | New York Minute                          | Роксі Райан/Джейн Райан                                                  |

## Стиль та мода
Все почалося з простої футболки, яку хотіла мати Ешлі. Ця футболка повинна була відображати стиль її господарки та мала ідеально сидіти. Ешлі була вимушена замовити її на текстильній фабриці. 

## Цікаві факти
- У шестирічному віці сестри Олсен стали наймолодшими продюсерами в історії[10];
- Є власницями журналу «Mary-Kate and Ashley Magazine», що виходить раз на два місяці[10];
- У 2003 році займали #61 в списку «100 найсексуальніших жінок» за версією журналу FHM[10];
- Стали наймолодшими мільйонерами до 10 років в американській історії, що створили самі себе[10];
- Ешлі старша за Мері-Кейт на 2 хвилини і вища на 1 дюйм (2,5 см)[10];
- У 2005 році в спеціальному додатку до списка «100 найсексуальнішіх жінок світу 2005» за версією FHM займали #32[10].